# Донских, Олег Альбертович
Олег Альбертович Донских  (род. 13 октября 1952, Ленинград) — российский философ, лингвист, филолог, литератор. Автор более 250 работ по истории языка, истории философии, философии образования, а также философских эссе и публицистических работ. Живёт и работает в Новосибирске.

## Биография
Родился в 1952 году в Ленинграде. Отец Альберт Михайлович — инженер-кораблестроитель; мать Ада Шоломовна — доктор технических наук, профессор, специалист в области гидродинамики. Окончил среднюю школу в Новосибирске. В 1974 году окончил гуманитарный факультет Новосибирского государственного университета.
С 1974 по 1977 год работал учителем русского языка и литературы в селе Пономаревка Колыванского района Новосибирской области. Прошёл действительную военную службу на Дальнем Востоке.
Во время учёбы и работы в Пономаревке участвовал в ряде экспедиций (археографических — 1970—1971, науч. рук. Дергачева-Скоп Е. И., археологических, 1974—1976, науч. рук. Худяков Ю. С., Грязнов М. П., геологической, 1973, науч. рук. Каныгин А. В.).
В 1981 году окончил аспирантуру Института истории, филологии и философии Сибирского отделения Академии наук СССР, защитил диссертацию кандидата философских наук по теме «Методологические вопросы происхождения и развития идеальных информационных систем».
С 1981 года — старший преподаватель кафедры философии СО АН СССР. Основная задача кафедры — подготовка аспирантов академических институтов Сибирского отделения Академии наук к обязательным экзаменам по философии.
В 1989—1994 — создатель и первый заведующий лабораторией языков и культуры коренных народов Сибирского Севера Института проблем освоения Севера Сибирского отделения Академии наук СССР (г. Тюмень). Руководитель проектов «Взаимодействие культур — Взаимодействие и развитие языков». Руководил исследованиями истории православных миссий на севере Сибири. Был одним из двух организаторов, затем директором экспериментальной школы «Диалог» (сейчас средняя школа «Диалог» с углубленным изучением английского языка Центрального района Новосибирска).
В 1990 году защитил докторскую диссертацию «Философский анализ проблемы происхождения языка». В 1992 году присвоено учёное звание профессора по кафедре философии Института повышения квалификации НГУ.
С 1994 по 2003 год жил в Австралии. Некоторое время был директором Русского этнического представительства штата Виктория. В 2002 году защитил диссертацию (Ph.D) университета Монаша (Мельбурн). Тема диссертации «Russian Philosophy as an Expression of Russian National Consciousness» («Русская философия как выражение русского национального сознания»), (руководитель Джон Бигелоу, первый из двух оппонентов — Джон Пассмор). В работе рассматривалось, в частности, формирование традиции русской софиологии.
В университете Монаша выполнил работу по гранту по тему «Сравнительный анализ поэзии Тютчева и Блейка». Преподавал в Мельбурнском университете курс «История русской поэзии» (на англ. языке).
Для слушателей CAE (Ross House & University of Melbourne) прочитал серию небольших курсов с 1998 по 2003 годы, включая такие как:
- History of Russian Literature, The Fire of the Soul: the Art of Byzantium, Philosophy in Christian Art, Discovering Ethics in Poetry, Cultures: a Comparative Philosophical Inquiry,
- Fundamentals of Philosophy: Metaphysics, Fundamentals of Philosophy: Ethics, Fundamentals of Philosophy: Theory of Knowledge, Discovering Ethics in Poetry
- History of Russian Literature, Language in History of Culture, The Idea of Progress, The Origin of Philosophy.

С сентября 2003 по июнь 2004 года О. А . Донских заведовал кафедрой общественных дисциплин Сибирского института международных отношений и регионоведения (СИМОР), г. Новосибирск. С 2004 года — профессор, заведующий кафедрой философии, потом кафедрой философии и гуманитарных наук Новосибирского государственного университета экономики и управления — НИНХ.
Редактор, автор предисловий и составитель серии книг по социальной философии и психологии «Здравствуйте, господин человек!», новосибирского издательства «Сова». Создатель и главный редактор научного журнала «Идеи и идеалы».
Член Союза журналистов РФ (помимо отдельных статей в разных периодических изданиях в 2007—2012 годах писал еженедельные колонки в газете «Вечерний Новосибирск»).
Книга «Остров Элтам» посвящена Нине Михайловне Кристенсен — преподавателю русского языка и культуры, основательнице академической русистики в Австралии, и написана на основе интервью с ней. В книге также рассказывается история русской эмиграции в Австралии.

## Основные исследовательские интересы
- История философии, проблема происхождения философии.
- Происхождение языка, общая теория языка.
- Метафизика поэзии, философия и литература.
- Философия гуманитарного образования.

## Общественная деятельность
Руководитель Гуманитарного клуба НГУЭУ. Член Союза журналистов России.
С марта 2011 по март 2014 года — председатель Новосибирского регионального отделения Политической партии «ЯБЛОКО».
Донских является заметной фигурой интеллектуальной жизни Новосибирска. Выступает с последовательной критикой текущих реформ в сфере образования .

## Книги
- Evolutionary Environments. Homo Sapiens — an Endangered Species? Innsbruck: Studia Universitatsverlag, 2018. (Co-Authors: W.Sassin, A.Gnes, S. Komissarov, Liu Depei).
- Свидетели бесконечности. Метафизика в поэзии. LAP LAMBERT Academic Publishing RU, 2018.
- Деградация /сб. статей о проблемах образования. М., 2013.
- К истокам языка. В шутку и всерьез. М.: Либроком, 2011. 3-е изд. М.: Либроком, 2013.
- The Formation of Russian National Philosophy. Lambert Academic Publishing, 2009[10].
- Воля к достоинству. Новосибирск: Сова, 2007.
- Остров Элтам, или Одна счастливая русская жизнь. Новосибирск: Сибирское соглашение, 2006.
- История мировой культуры. Курс лекций. Часть 1. (В соавт. с Н. Макаровой). Новосибирск: НИНХ, 1994.
- Античная философия. Мифология в зеркале рефлексии. (В соавт. с А. Н. Кочергиным) Москва: изд. МГУ, 1993. 2-е издание — М: КРАСАНД, 2010.
- Язык в океане языков. Новосибирск: Сибирский хронограф, 1997. 187 с.
- Текст как явление культуры. (В соавт.) Новосибирск: Наука, 1989.
- К истокам языка. ] Новосибирск: Наука, 1988.
- Происхождение языка как философская проблема. Новосибирск: Наука, 1984.

## Ответственный редактор сборников
- Россия как цивилизация. Новосибирск: «Сова», 2008.
- Очерки по истории философии. Новосибирск: НГУЭУ, 2009.

## Некоторые статьи
- Waves of Infinity in the Goblet of Imagination // Quaestio Rossica.·Vol. 4. № 4. 2016. pp. 148–161. DOI 10.15826/qr.2016.4.197
- Splitting concepts: steps of reflection // ΣΧΟΛΗ (Schole). Философское антиковедение и классическая традиция. Том 12. Вып. 2. 2018. Сс. 402—425. DOI: 10.21267/schole.12.2.06
- Почему студенты перестали задавать вопросы? // Вестник ТГУ. Философия. Социология. Политология. 2018. № 42. Сс. 110—117. DOI: 10.17223/1998863Х/42/11
- Космический вираж отечественной педагогики // Высшее образование в России. № 5. Сс. 90-96.
- Закат человека и появление человечества (итоги Великой войны) // Идеи и идеалы, № 2(28). Т.1. 2016. Сс. 9-24. DOI: 10.17212/2075-0862-2016-2.1-9-24
- Человек разумный экономический //ЭКО, № 4. 2016. Сс. 117—132.
- Warum die Russen anders «ticken» // Das Gessprach aus der Ferne. Nbr. 401, Ausgabe IV. 2012. S. 10-20.
- Dignitas — Достой — Достоинство. Глава из книги «Воля к достоинству»
- О хрупкости и единстве человека и человечества (Об английском поэте Джоне Донне)
- Нина Михайловна Кристенсен — основательница русистики на пятом континенте // Ойкумена. 2011. № 1
- Выбор одиночества
- Понятие терпимости и его значение для организации воспитательного и образовательного процесса.
- Ныне за новую речь примусь и путь укажу я… (Философия как литература: уровни рефлексии)
- С позиции Бога.(Рефлексия по поводу «Книги Иова»)